# Soeki Irodikromo
Soekidjan Irodikromo (Rust en Werk, 20 juni 1945 – 18 augustus 2020) was een Surinaams kunstenaar. Hij behoort tot de generatie die sterk opkwam in de jaren zestig, met onder meer Erwin de Vries, Ruben Karsters, Rudi de la Fuente en Paul Woei. 

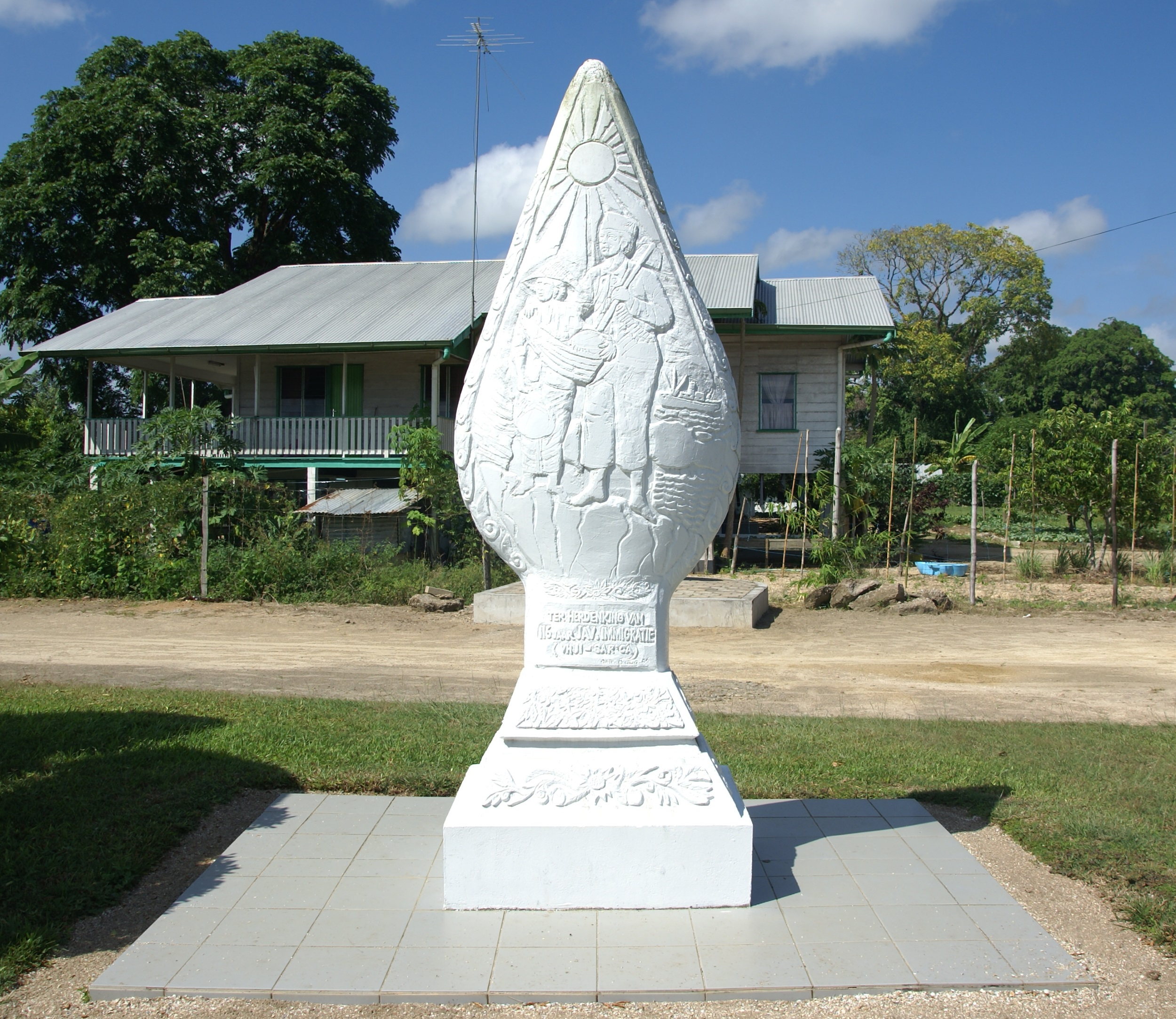
Monument 116 jaar Javaanse immigratie voor Soeki Irodikromo (2006)

## Loopbaan
Soeki Irodikromo volgde in Paramaribo de CCS-School voor Beeldende Kunsten van 1963 tot 1967, volgde van 1967 tot 1972 aan de Academie voor Beeldende Kunsten in Rotterdam de vrije opleiding schilderen en grafiek, deed een opleiding voor keramiek van 1971 tot 1972, en hij vervolgde zijn studies met een batikopleiding aan de ASRI in Jogjakarta.
Vanuit zijn bewondering voor het Cobra-expressionisme begon hij te werken in een  stijl die de half-abstractie van Cobra verbond met thema’s en symbolen uit de Javaanse mythologie. Daarmee was hij de eerste Surinaams-Javaanse kunstenaar die traditie en moderniteit in een geheel eigen idioom wist samen te brengen. Na zijn verblijf in Indonesië introduceerde hij het batikschilderen in Suriname. Zowel in zijn batikdoeken als zijn olieverfschilderijen en zijn keramiek (vazen en beelden) bereikte Irodikromo een grote productie van een bijna constante kwaliteit. Zijn werk bevindt zich in collecties verspreid over de gehele wereld. Hij maakte ook de illustraties bij verschillende boeken.
In 2009 opgericht, werd de Volksacademie voor Kunst en Cultuur in 2010 in naam gewijzigd naar de Soeki Irodikromo Volksacademie. Irodikromo overleed in 2020 op 75-jarige leeftijd.
Hij werd in 2023 een maand lang geëerd op de Iconenkalender van NAKS. In april 2023 schonken een Surinaamse kunstenaars 59 artistieke tegel met een laatste boodschap aan de kunstenaar. De tegels waren bestemd voor het grafmonument van Irodikromo.

## Secundaire literatuur
- Chandra van Binnendijk (red.), Soeki Irodikromo, beeldend kunstenaar/Visual artist, Paramaribo: Vereniging Herdenking Javaanse Immigratie in Suriname, 2005.
- Lisa Djasmadi et al., Migratie en cultureel erfgoed. Verhalen van Javanen in Suriname, Indonesië en Nederland, Leiden: KITLV Uitgeverij, 2010, pag. 26-37.